# جورج كوجل
جورج كوجل (بالإنجليزية: George Coghill)‏ هو لاعب كرة قدم أمريكية أمريكي، ولد في 30 مارس 1970 في فريدريكسبيورغ في الولايات المتحدة.

## وصلات خارجية
- جورج كوجل على موقع مرجع كرة القدم المحترفة.كوم (الإنجليزية)